# میدان فتح‌الله

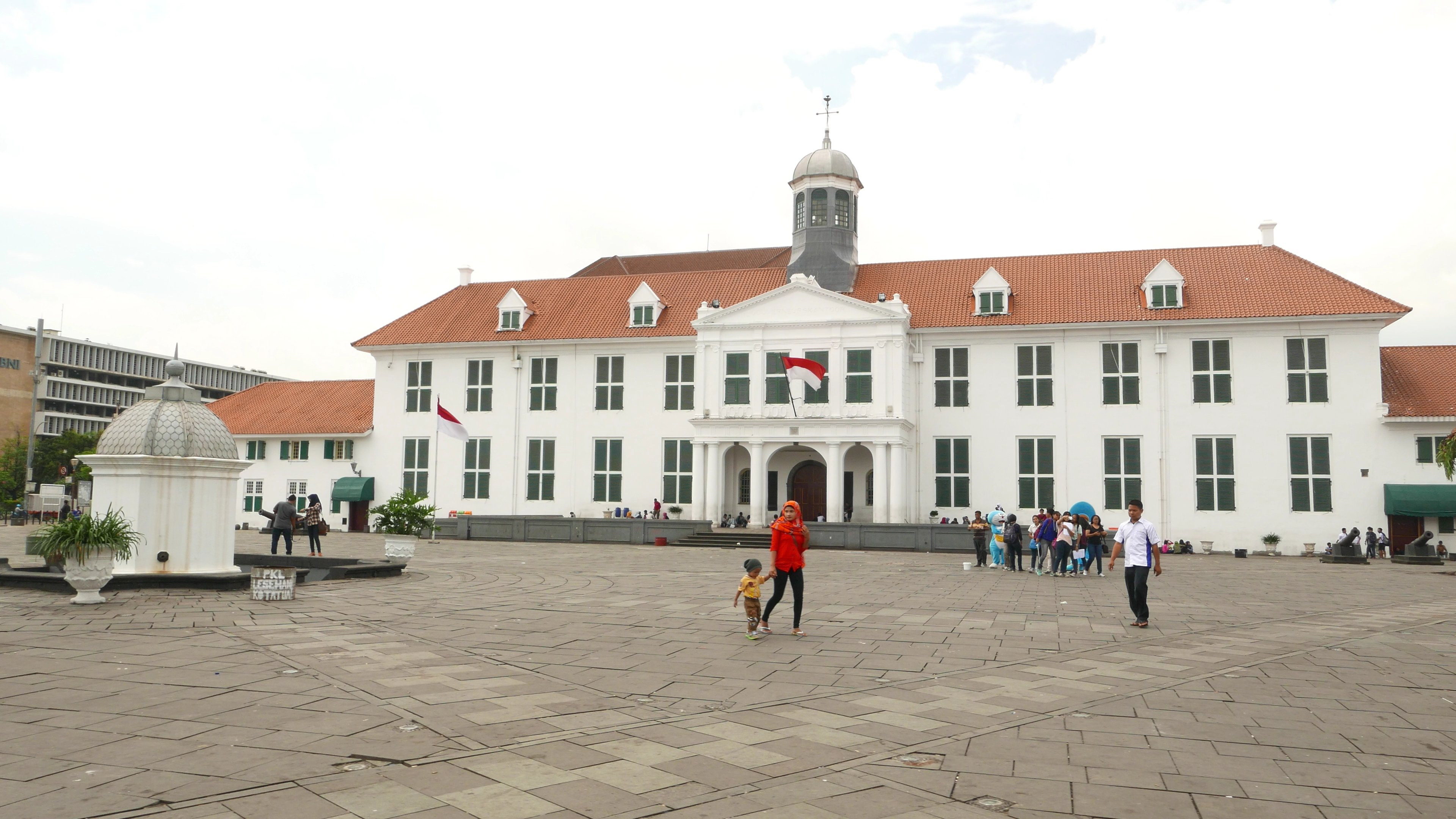
میدان فتح‌الله، پمپ آب بازسازی شده قرن هجدهم، و موزه تاریخ جاکارتا.

میدان فتح‌الله (به اندونزیایی: Taman Fatahillah) (به انگلیسی: Fatahillah Square) بخش مرکز تاریخی شهر قدیم باتاویا است. این میدان در مرکز شهر قدیمی جاکارتا واقع شده است. در حال حاضر، این میدان یک ناحیه گردشگری قلمداد می‌شود که موزه تاریخ جاکارتا، موزه وایانگ و موزه هنرهای زیبا و سرامیک در کوتا، جاکارتا را درون خود جای داده است.

## تاریخچه
دوره پیش از جانمایی سال ۱۶۳۲
باتاویا از ابتدای شکل‌گیری خود، شهری بود که با ایده طراحی خوب هلندی و از روی درایت ایجاد ساختار مناسب شهری، تأسیس گردید. میدانی که هم‌اکنون با نام میدان فتح‌الله از آن یاد می‌شود، برای اولین بار در حدود سال ۱۶۲۷، در اسناد با نام Nieuwe Mark (هلندی New Marketplace به معنی بازار جدید) به ثبت رسیده است.